# 高尾山古墳
高尾山古墳（日语：／ Takaosankofun）是位於日本靜岡縣沼津市東熊堂的一座前方後方墳，估計建於古墳時代初期的230年左右，即邪馬台國時期，為當時東日本最大規模的古墳，舊稱辻畑古墳。

## 概要
古墳位處於靜岡縣東部愛鷹山山麓的丘陵末端部分，其東面建有熊野神社和高尾山穗見神社，近年的考古調查發現兩座神社位處的地方為古墳的墳頂部分，而地名東熊堂也是出自於原本稱為熊野堂的熊野神社，自古以來神社下的小山部分被視為古墳。由於沼津市計劃建設道路的關係，神社境內被納入建築工地範圍內，將熊野神社和高尾山穗見神社移至小山東部的時候，在小山發現了古墳的遺跡，經過2008年的考古調查後正確認該處為古墳。其後，多次進行了調查。由於高尾山自古以來是墳丘的通稱，儘管最初沼津市以「辻畑古墳」的名義在1979年登錄為遺跡，但是在2011年將正式名稱改為「高尾山古墳」。
古墳屬於前方後方墳，前方部分朝南，墳丘則長62.18米，推算建於古墳時代初期的230年左右，為當時東日本最大規模的古墳，以日本全國來說也是數一數二的。由於建設市道的關係，古墳西面部分被削去，全貌不明，但是隨著考古調查進展，逐漸變得清楚。前方部分相對地建於較低的位置，這與古墳時代初期的古墳特徴吻合，而墳丘四周也有周濠，最闊的部分達9米。
主體部分就位於後方部分的中央位置，木棺朝東西方向直葬在內。調查期間，木棺僅殘留木片數塊，但是經估計可能是舟形木棺，長約5米，最大闊度為1.3米，同時也發現了大量的硃砂和一面破碎的銅鏡，並且出土了展現被葬者武威的鐵槍和鐵鏃等陪葬品。
根據沼津市教育委員會的說法，基於出土土品推斷應為古墳時代前期（3世紀前半）的230年左右，下葬則是250年。愛鷹山麓本身就存在彌生時代後期至古墳時代初期的大規模集落遺跡足高尾遺跡群，而古墳則可能是其首長，換句話說為駿河地域的王。另外，根據《魏志倭人傳》記載，卑彌呼死於248年左右，因此高尾山古墳的埋葬者與卑彌呼為同時期的人物。推測為卑彌呼墓的箸墓古墳為首的大和王權古墳均採用前方後圓墳，採用不一樣的前方後方墳可見當時駿河地域的獨特，因此有些說法認為埋葬者可能是《魏志倭人傳》中記載曾經與卑彌呼戰鬥的狗奴國王卑彌弓呼。
在國道246號裾野繞道延伸至國道1號沼津繞道的計劃中，古墳域一度納入建築工地範圍之內，古墳亦一度面臨拆毀的危機，後來改為繞過古墳興建才逃過一劫。

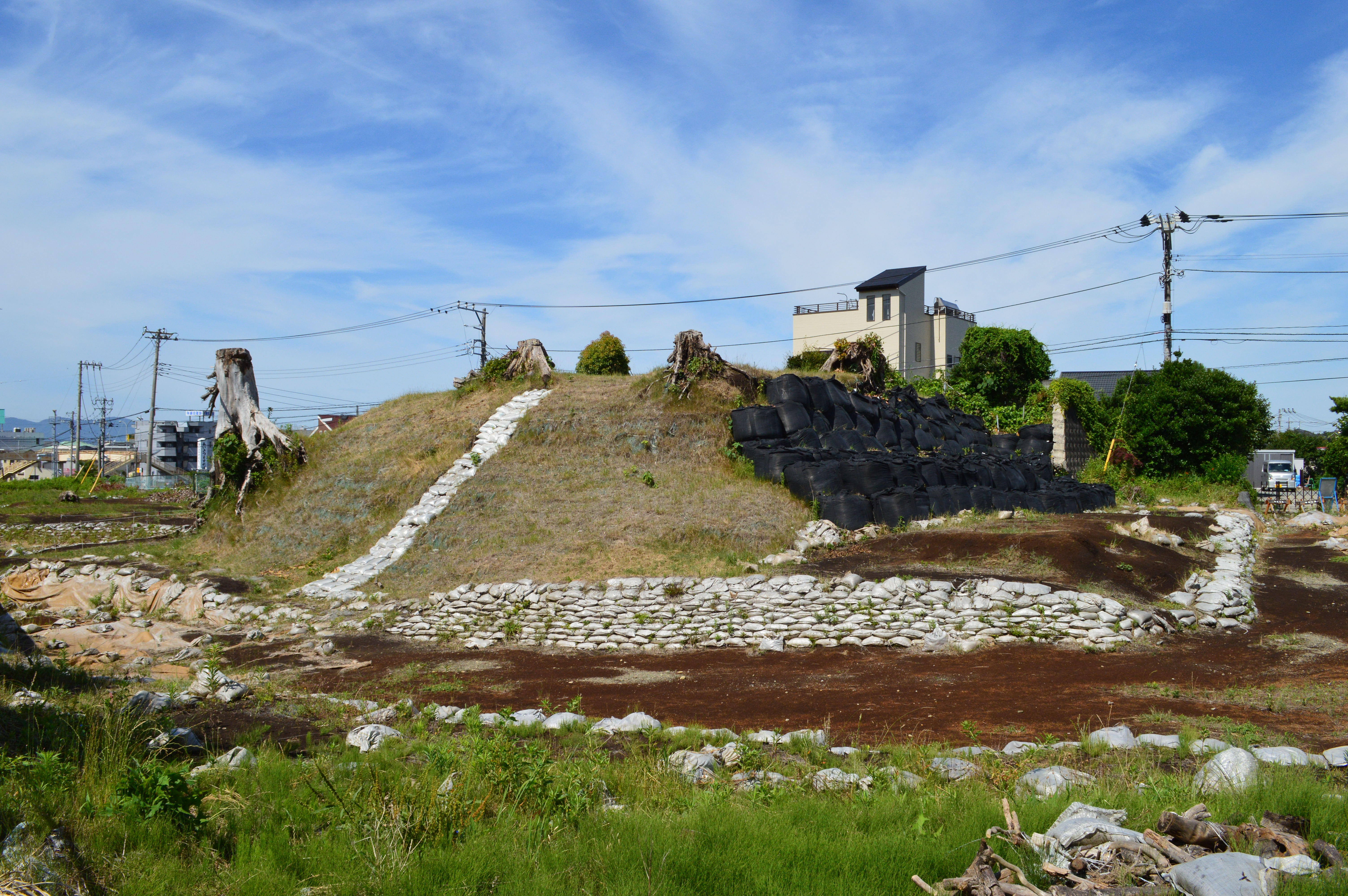
後方部分和周濠
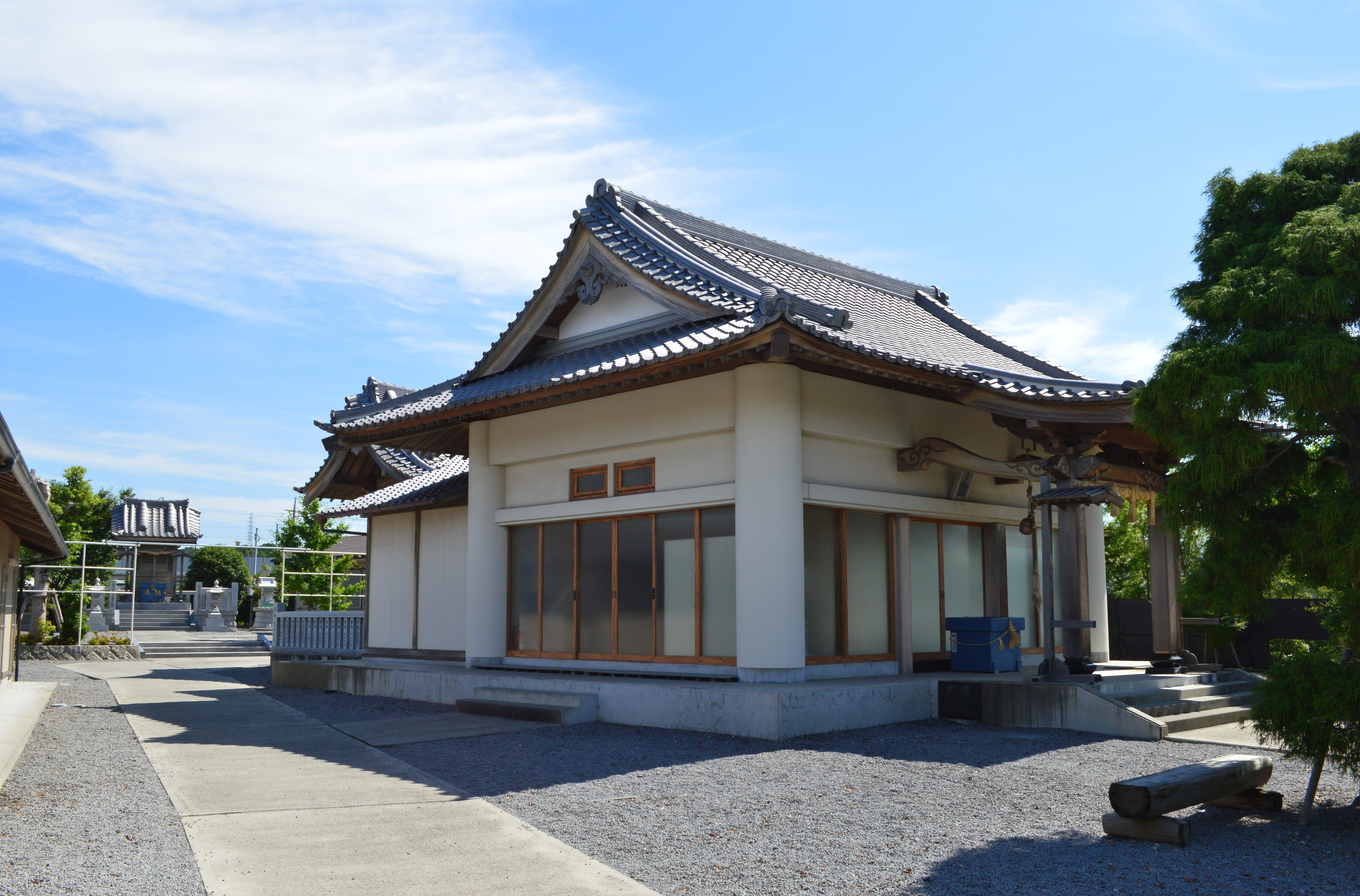
右邊的是熊野神社，左邊盡頭的是高尾山穗見神社

## 規模
古墳的規模如下。
- 墳丘長：62.18米
- 後方部分
  - 長：31.41米
  - 闊：北邊29.18米，南邊34.18米
  - 高：4.72米
- 前方部分
  - 長：30.77米

## 陪葬品
從主體部分出土的陪葬品如下。
- 青銅鏡1面
中國東漢製的「上方作系浮彫式獸帶鏡」。直徑13.5厘米[2]。
- 鐵槍兩件
- 鐵鏃32件
- 槍鉋1件
- 勾玉1件
- 土器數件